# Современная студентка
Современная студентка (фр. Une étudiante d'aujourd'hui) — короткометражный документальный фильм режиссёра Эрика Ромера, снятый в 1966.

## Сюжет
Фильм продолжает документальную серию о женщинах в современной Франции, начатую в 1964 году короткометражкой «Надя в Париже». Закадровый текст читает Антуан Витез.
Сценарий написан на основе социологического исследования Дениз Бадеван (1911—2006), писательницы, историка искусства и кинодокументалистки. В ленте идет речь об изменениях, произошедших за 60 лет, с тех пор, как в 1906 году Мария Склодовская-Кюри получила во Франции докторскую степень. Приводятся статистические данные о количестве студенток до Второй мировой войны (21 тыс., менее 30% от общего числа), и в 1964—1965 (120 тыс., около 43%).
Социальный портрет современной студентки также отличается от представлений первой половины века.

В старом фольклоре Латинского квартала, студентка была более или менее эмансипированной девушкой, сбежавшей от своей семьи и из своей провинции, желая жить собственной жизнью в старых отелях пятого округа, постояльцами которых ныне являются гости столицы и туристы.
Современные студентки, в основном, живут со своими родителями, и если и живут в Латинском квартале, то только потому, что им довелось там родиться. Парижский университет отныне большей частью принимает парижан, а провинциалы учатся в многочисленных местных ВУЗах. Более того, после переезда части факультетов в пригороды, самим парижанам приходится ездить учиться «в провинцию».
Образцовая современная студентка показана на примере эпизодов из жизни девушки-биолога, которая живёт в Латинском квартале, ездит на факультет в Орсе, где слушает лекции, участвует в экспериментах (в том числе с вивисекциями холоднокровных и теплокровных животных, с целю изучения сердечной деятельности и работы центральной нервной системы), посещает культурные мероприятия, и не забывает о семейных обязанностях и деторождении.
В 1968 году был снят завершающий фильм серии — «Фермерша из Монфокона».

## Комментарии
1. ↑  Биологом является дочь Дениз Бадеван и дипломата Жана Бадевана Франс Ажи-Бадеван, впоследствии директриса крупного исследовательского центра в системе минздрава